# Župna crkva sv. Petra i Pavla, apostoli u Koški

## Smještaj
Župna crkva sv. Petra i Pavla u Koški nalazi se u Slavoniji (Osječko-baranjska županija) nedaleko Našica, a smještena je na sjeverozapadnom dijelu sela na manjoj uzvisini unutar groblja uz županijsku cestu Ž4031 Koška- Lacići- Magadenovac i nedaleko potoka Donja Jasenovica. Preko puta nalazi se župni stan i vjeronaučna dvorana. Župa pripada valpovačkom dekanatu Đakovačko-osječke nadbiskupije.

## Arhitektura
Oblikom tlocrta pripada po tipološkoj klasifikaciji pripada tipu romaničkih jednobrodnih longitudinalnih crkava s pravokutnim ili kvadratnim prezbiterijem. Najsačuvaniji romanički elementi su četiri prozora na zidu lađe, te prozor u svetištu. Prisutni su i ranogotički elementi pa se crkvu može odrediti kao i kasnoromaničku ili kao crkvu prijelaznog razdoblja. Kasnije je crkva obnavljana u duhu baroka i dograđeni su zvonik i sakristija.

## Povijest
Vrijeme gradnje crkve nije popraćeno ni s jednim pisanim dokumentom iz toga vremena ali po stilu same gradnje pripada vjerojatno u drugu polovicu 13. stoljeća. Ovo se temelji na tipološkim elementima jer se može vezati na srodne primjere crkvi iz toga vremena u južnoj Mađarskoj, a napose u Baranji jer su sve te crkve tog vremena dijelile istu sudbinu. Također je i malo podataka o samoj župi iz toga razdoblja, iako se spominje u to vrijeme da je postojala župa u obližnjem tada trgovištu i utvrdi Subotica. Župa Koška se spominje 1332. što se vidi iz sabiranja papinske desetine. U 14. stoljeću vjerojatno je tu i dalje bila župa sa župnikom. Dolaskom Turaka 1532., crkvu devastiraju Krimski Tatari koji su sastavni dio osmanske vojske, a tada crkva ostaje bez krova. Katolički vjernici većinom napuštaju ove krajeve a za ostalo pučanstvo bogoslužje obavljaju franjevci iz samostana u Našicama koji pripadaju Kapistranskoj provinciji. Tada je u biti koškanska crkva filijala franjevačkog samostana u Našicama. U dokumentu iz 1660. može se saznati da je crkva pokrivena sa svih strana i opremljena potrebnim stvarima za bogoslužje. U ratu za oslobađanje Slavonije od Turaka pred kraj 17. stoljeća crkva je opet devastirana, a 1702. spominje se da je i dalje bez krova. Dolaskom novih stanovnika crkva je obnovljena, a u vizitaciji koju je 1730. vodio zagrebački kanonik Juraj Dumbović sadrži podatke da je Koška tada pripadala našičkoj župi, te da je stara zidana crkva sv. Petra apostola dobro pokrivena. 
Temeljitu obnovu crkve poduzeo je vlasnik Valpovačkog vlastelinstva Petar Antun Hilleprand von Prandau kojemu je selo pripadalo. Obnova provedena u duhu baroka, a završena je 1754., te je tad je crkva posvećena u čast sv.Petra i Pavla. Tom prilikom probijen je južni ulaz i napravljeno drveno pjevalište. Matice ove župe vode se od 1771., a prije se mogu naći u Franjevačkom samostanu u Našicama, pa iz i toga može saznati da je tu bio prisutan svećenik. Franjevci borave u Koški do 1781., kada je tu poslan svećenik iz Pečuške biskupije. Sjedište župe se nalazi tada u Harkanovcima, a 1816. i službeno je pripojena Koška kao filijala. Kod obnove crkve od 1829. do 1840. izvedene su neke preinake na postojećem zdanju, ali izgrađen je novi zvonik i sakristija. Radove je izvodio zidarski majstor Friderik Kregl iz Sikloša na temelju sklopljenog ugovora. 1922. za župnika u Harkanovce dolazi Eugen Kubeša, koji vlastitim novcem gradi kuću u Koški koja bi služila kao župni stan.
Krajem 1923. cijelo područje valpovačkog dekanata zajedno s donjomiholjačkim prelazi iz nadležnosti Pečuške biskupije pod tada Đakovačko –srijemsku biskupiju nakon pritiska vlasti Kraljevine SHS.
Smatra se da je cijeli navedeni teritorij oba dekanata bio pod Pečuškom biskupijom zbog prijašnjeg pritiska valpovačkih vlastelina Prandau, koji su imali uz posjede u oba dekanata i posjede tada u južnoj Ugarskoj, pa su stoga željeli da su im posjedi u jednoj biskupiji.
Crkva u Koški status župe dobiva 1943., a prvi je župnik Jakov Benković, kojem se priređuje svečani doček i procesija ga prati do crkve, gdje služi se Sveta misa za sretan početak rada nove župe. Ratno vrijeme donosi i prve nedaće, župnik bez vlastitog kućanstva teško živi, a narod nema razumijevanja i župnik traži premještaj jer župljani nisu ispunili obećanje o nadogradnji i uređenju župnog stana. Župi tada pripadaju Niza, Prandanovci, Veliki Vučkovac, Lug Subotički i Ordanja. 1944. godine dolazi za župnika Adam Kovačev, koji do tada je pomoćnik župnika u Harkanovcima. Ubrzo osvaja narod kao dobar govornik, te pristupa proširenju župnog stana, ali zbog Drugog svjetskog rata mnogi poslovi kasne i nisu završeni na vrijeme, ali završetkom rata uporni odbornici uspijevaju završiti započeto i osigurati normalne uvjete za rad župnika i župe.
1954. je bila Marijina godina i župi su održane misije, a tada je odlučeno da će župa na poseban način slaviti blagdan Gospe Lurdske 11. veljače, a što se održalo i do danas. 1956. župa počinje slaviti blagdan sv. Ilije Proroka (20. srpnja) jer je bila poharana tučom. Zavjetni dan župe je dan sv. Jurja, te za ledene četvrtke: prvi iza Uskrsa, drugi iza Duhova, a treći pred sv. Iliju.
1960. u travnju po prvi put u povijesti župe mladu misu je slavio domaći sin Josip Varžić. Tragove svog rada ostavile su i redovnice Sv. Križa koje djeluju u župi više od 50 godina. 
Prva filijarna kapela izgrađena je u Nizi. Gradnja je počela 1967., zemljište je darovao tada crkveni odbornik Slavko Jurišić, radove su izvodili Boško Kojundžić i Stjepan Plazonić iz Koške. Crkva dimenzije 10 x 5 m je dovršena 1968., kada je posvećena Blaženoj Djevici Mariji Kraljici Neba i Zemlje čiji se god slavio nekad 31. svibnja, a nakon Drugog vatinskog sabora Katoličke crkve prebačen je na 22. kolovoz. Dogovorom mještana Nize, nakon izgradnje, crkveni god ili kirvaj slavi se zadnju nedjelju u mjesecu svibnju, što je očuvano i do danas. 
1971. započeta je gradnja kapele u Lugu Subotičkom, koja je završena 1972. i posvećena Presvetom Imenu Marijinom. Crkveni god ili kirvaj slavi se 12. rujna.
1991. uoči Domovinskog rata župna crkva je ponovno obnovljena.
2004. preustrojem dekanata na području Đakovačko –osječke nadbiskupije filijarna kapela u Lugu Subotičkom prelazi u župu u Budimce i u čepinski dekanat. Nova filijala župe Koška postaju Topoline s kapelom sagrađenom 1997. i posvećenom Uznesenju Blažene Djevice Marije, a koju pohađaju i vjernici iz susjednih Normanaca. Crkveni god ili kirvaj slavi se na blagdan Velike Gospe 15 kolovoza. Prije toga Topoline su pripadale župi u Bizovcu. Također tada župi pripada i selo Andrijevac, gdje nema vjerskih objekata, ali dogovorom mještana zaštitnik sela je sv. Antun Padovanski, koji se slavi 13. lipnja.
Danas župu čine uz Košku i filijale Niza, Topoline, te sela Normanci, Andrijevac i Ordanja, a gdje nema izgrađenih vjerskih objekata. 
Misije se u župi održavaju povremeno, a dosada su održane 1954., 1963., 1985. i 2001.
Danas župa ima 2600 vjernika. Uz župni Caritas, aktivne su i misijske, molitvene i pjevačke skupine.
Župa ima svoje stranice na internetu i društvenim mrežama.

## Župnici kroz povijest
- 1943. – 1944. – vlč. Jakov Benković, boravi nekoliko mjeseci i na vlastiti zahtjev traži premještaj
- 1944. – 1944.- vlč.- Slavko Brajković, boravi nekoliko mjeseci i odlazi za vojnog kapelana
- 1944. – 1944. –vlč. Josip Kranjc, dolazi kao izbjeglica iz Slovenije, ostaje kratko zbog bolesti
- 1944. – 1989. vlč. Adam Kovačev, župnik koji je u 45. godina svog pastorala i rada, župi dao današnji izgled
- 1989. – 1998. – vlč. Jure Krešo, prvo je bio pomoćnik župnika (kapelan), nakon odlaska župnika vlč. Adam Kovačeva u mirovinu preuzima župu, za ratnih godina iskazuje se kroz Caritas (sakupljanje hrane, odjeće.) u pomoći prognanicima i izbjeglicama.
- 1998. – 2004. – vlč. Đuro Ćuraj
- 2004. – 2008. – vlč. Ivan Bešlić
- 2008. – 2016. – vlč. Stipo Marić
- 2016. -  do danas – vlč. dr. Tomislav Korov

## Običaji župe
Adventskim vremenom počinje nova crkvena godina, a s time i vrijeme priprave za Božić koje počinje misama zornicama i velikom ispovijedi. Na Badnjak je polnoćka, na Božić velika svečana misa, na Nevinu dječicu je blagoslov djece. Na Staru godinu je misa zahvalnicu, na Svijećnicu blagoslov svijeća. Proslava Gospe Lurdske počinje devetnicom, a završava trodnevnicom uz svečanu misu i procesiju. Tokom Korizme obavlja se Križni put, velika ispovijed, Posljednja večera na Veliki četvrtak uz pranje nogu ministrantima. Na Veliki petak počinje križnim putem prije podne, a službom riječi poslije podne uz klanjanje sv. Križu. Na Veliku subotu je svečano bdijenje uz blagoslov hrane. Na Uskrs svečane mise su svim crkvama župe. Na Đurđevo se obavlja posvećenje konja, manifestaciju koju organizira Konjogojska udruga „Koška“. Mjesec svibanj kao i listopad posvećeni su posebno štovanju BDM. Devetnica se obavlja i pred Duhove i Srce Isusovo, trodnevnica za zaštitnike župe Sv. Petra i Pavle 29. lipnja, kada se ujedno slavi dan Općine Koška. Povodom proslave blagdana Velike Gospe odražava se smotra folklora u organizaciji KUD „Koškani“. U filijalama posebne pripreme vrše se i prije crkvenih godova ili kirvaja u tim mjestima.

## Vanjske poveznice
- http://djos.hr/
- https://zupa-koska.weebly.com/%5Bneaktivna+poveznica%5D